# Unterwalden

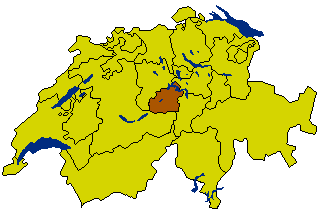
Unterwalden

Unterwalden (fr. Unterwald, ret. Silvania) – nazwa określająca dwa szwajcarskie półkantony: Obwalden (górna część) i Nidwalden (dolna część).
Unterwalden było jednym z założycieli Związku Szwajcarskiego w 1291 r. (wspólnie ze Schwyz i Uri).